# NSI-189
NSI-189是一個實驗性藥物，由Neuralstem, Inc.開發的抗抑鬱藥。用於治療重性抑郁障碍（MDD），認知障礙以及神经退行性疾病。相關研究由美國國防高等研究計劃署（DARPA）以及國立衛生研究院（NIH）出資。NSI-189的作用機轉為在海馬迴增強的神經元新生以及其體積的增大，但NSI-189達成此效果的機轉尚不明朗。配體結合研究目前為止無法找出其標靶。 
此藥物由對10,269種化合物進行高通量篩檢而發現，其過程為尋找in vitro環境下有神經新生特性的化合物。